# Marconiplein (métro de Rotterdam)
Marconiplein est une station de la section commune des lignes A, B et C du métro de Rotterdam. Elle est située sous la Marconiplein à la frontière entre les quartiers Bospolder/Tussendijken et Spangen dans l'arrondissement Delfshaven à l'ouest de la commune de Rotterdam aux Pays-Bas.

## Situation sur le réseau

Plan du métro.

Établie en souterrain, Marconiplein, est une station de passage de la section commune entre la ligne A, la ligne B et la ligne C du métro de Rotterdam. Elle est située : entre la station Coolhaven, sur la section commune (A+B+C), en direction du terminus nord de la ligne A Binnenhof, ou du terminus nord de la ligne B Nesselande ou du terminus nord de la ligne C De Terp; et la station de la section commune A+B+C Schiedam-Centre, en direction : du terminus sud-ouest de la ligne A Vlaardingen-West, ou terminus sud-ouest de la ligne B Hoek van Holland-Haven, ou du terminus sud de la ligne C De Akkers,,,.
Elle comporte un quai central encadré par les deux voies de la ligne.

## Histoire
La station Marconiplein est mise en service le 25 avril 1986, lors de l'ouverture à l'exploitation du prolongement depuis Coolhaven ce qui en fait le terminus de la ligne alors dénommée ligne Est-Ouest (nl).
Elle devient une station de passage le 4 novembre 2002 lors de la mise en service du prolongement suivant jusqu'à Tussenwater le nouveau terminus.
Les lignes du métro sont renommées, en décembre 2009, selon la dénomination toujours en vigueur : A, B et C.

## Services aux voyageurs

### Accès et accueil
La station est équipée d'automates pour l'achat ou la recharge de titres de transports et elle dispose d'ascenseurs pour l'accessibilité des personnes à la mobilité réduite. Des commerces y sont installés.

### Desserte
Marconiplein est desservie par les rames des lignes A, B et C du métro.

Installations et desserte
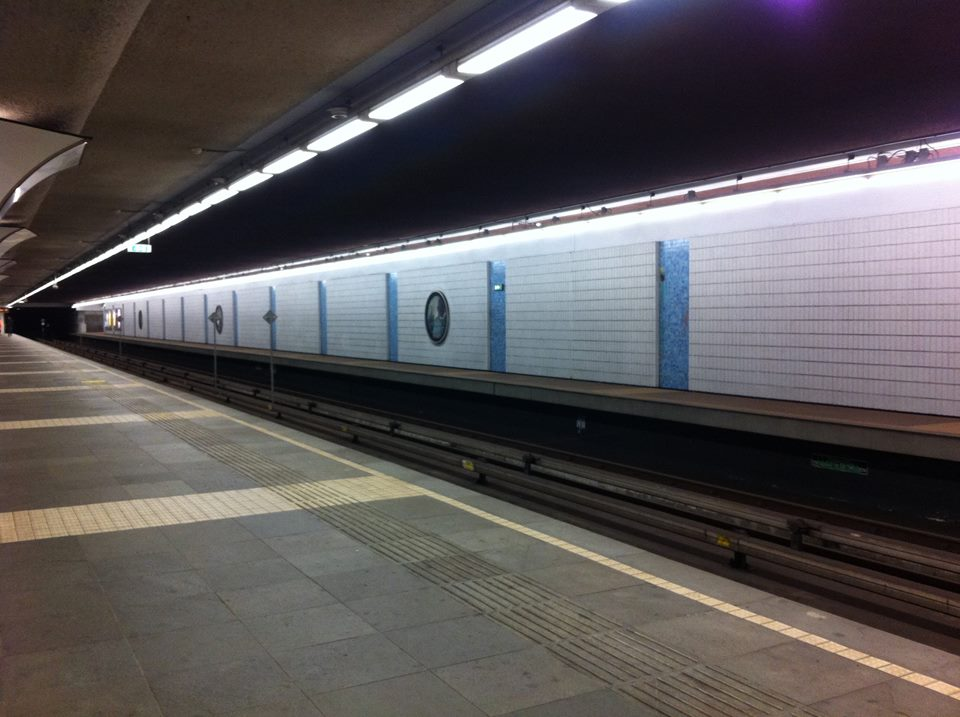
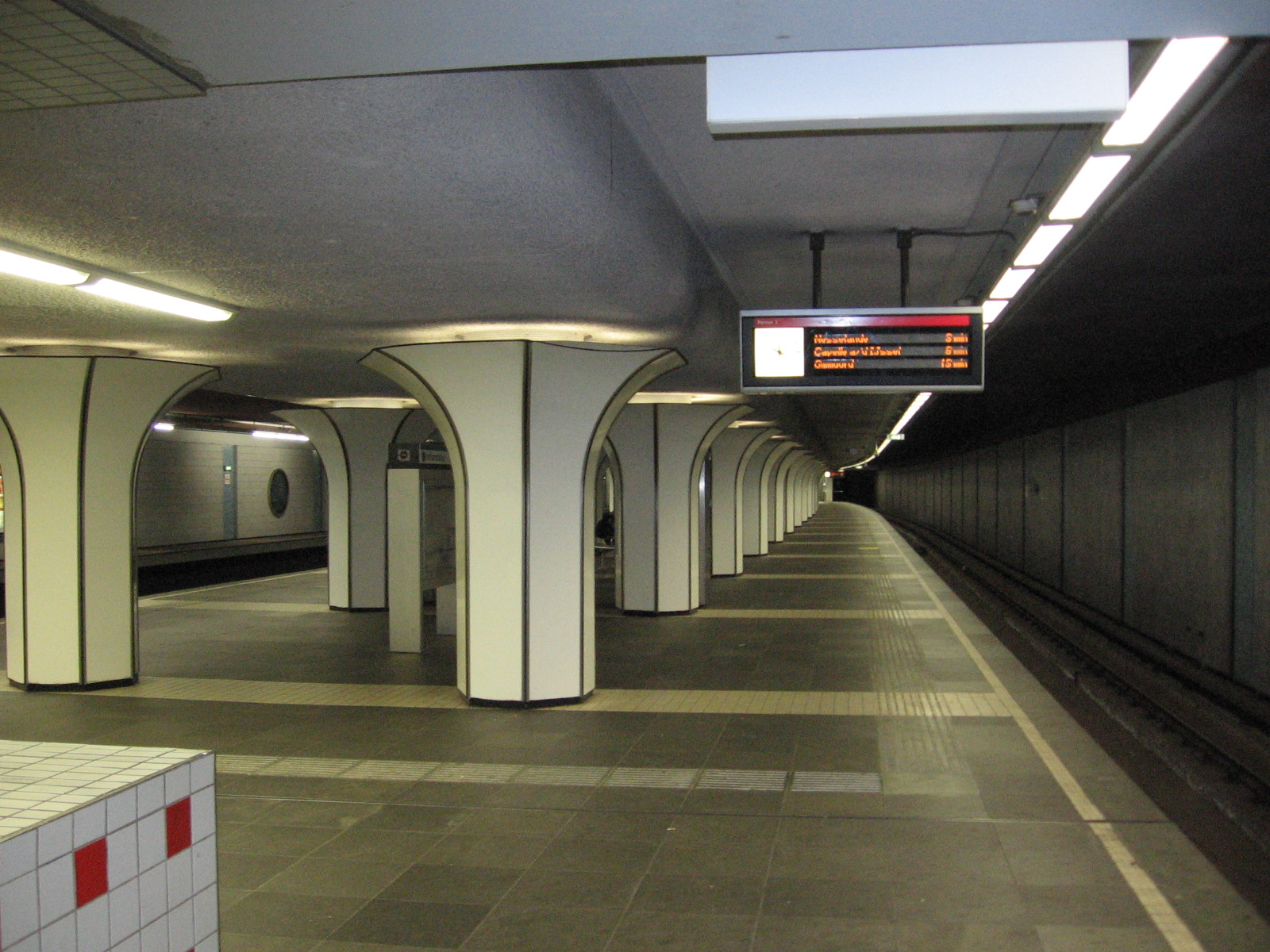
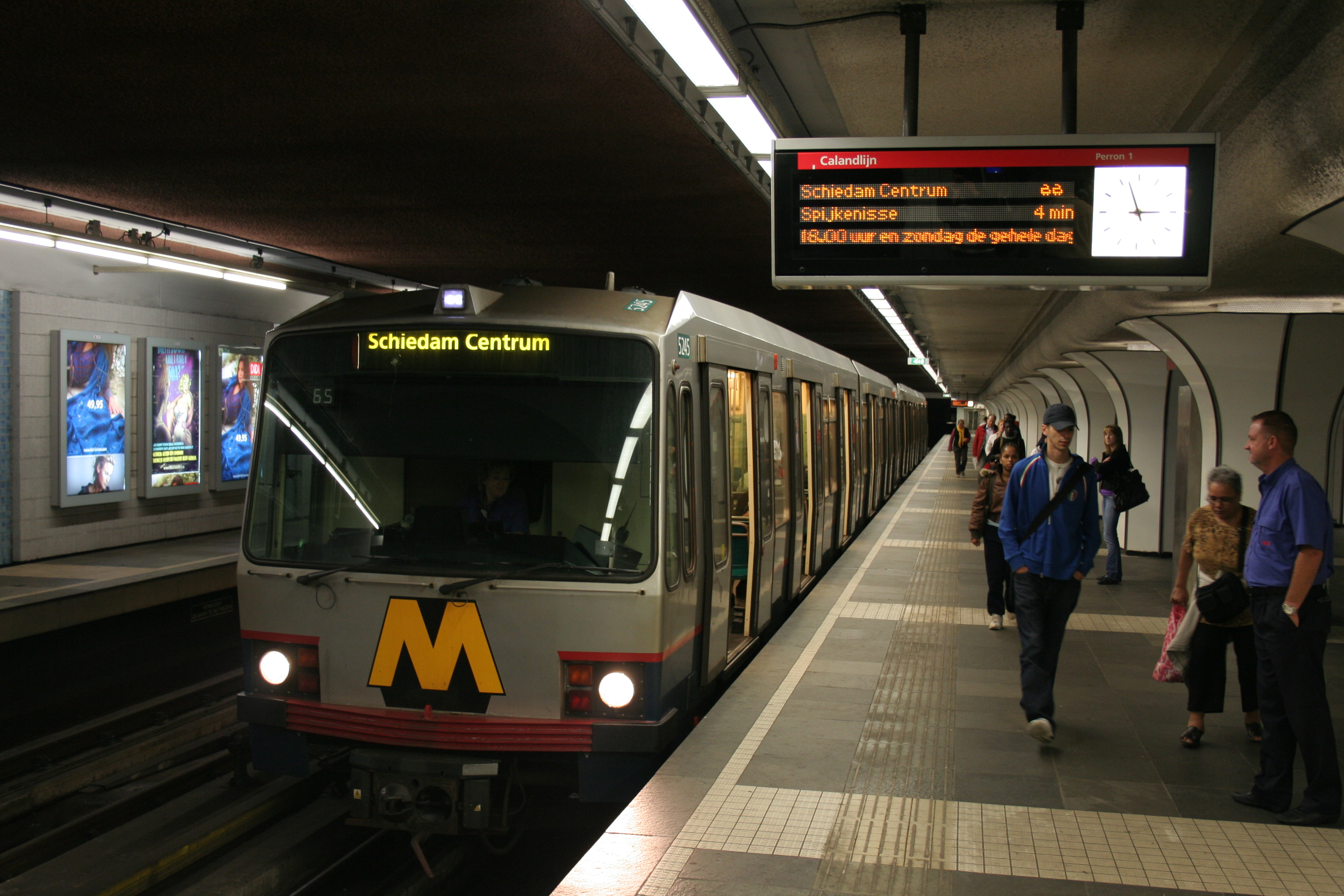

### Intermodalité
La station est en correspondance avec des arrêts du tramway de Rotterdam desservis par les lignes 8, 21, 23 et 24. Elle est également desservie par les bus urbains de la ligne 42 et les bus de nuit BOB des lignes B2 et B3.
Elle dispose aussi d'une station de vélos en libre-service OV-fiets.